# Sótis
Sótis ou Sopdet, na mitologia egípcia, foi a deificação de Sótis, a estrela considerado por quase todos os egiptólogos a Sirius. Seu significado em egípcio é uma referência ao brilho de Sirius, que é a estrela mais brilhante no céu noturno. Na arte é descrita como uma mulher com uma estrela de cinco pontas sobre a cabeça.
Logo após Sirius aparecer no céu de julho, o rio Nilo começa seu ano de inundação, e assim os antigos egípcios teriam ligado os dois fenômenos. Consequentemente Sopdet foi identificada como uma deusa da fertilidade do solo, que foi trazida a ele por inundações do Nilo. Este significado levou os egípcios a base de seu calendário no nascer helíaco de Sirius.
Sopdet é o consorte de Sah, a constelação de Órion ,e o planeta Vênus era por vezes considerado seu filho. A figura humana notável de Órion foi eventualmente identificada como uma forma de Hórus , o deus do céu, e assim, junto com ela sendo uma divindade de fertilidade, isso levou a ser identificada como uma manifestação de Ísis.